# Dagda, Lettland
Dagda är en stad i sydöstra Lettland, cirka 230 kilometer öster om huvudstaden Riga. Staden utgör centralort i Dagda kommun. Den ligger 171 meter över havet och antalet invånare är 2 740.